# Sema Mutlu
Sema Mutlu (* 27. Juli 1969 in Trabzon, Türkei) ist eine deutsche Sängerin und Komponistin.
Mutlu kam 1970 mit ihren Eltern aus der Türkei nach Bremen.
1996 gründet sie mit ihrer jüngeren Schwester Derya das Rap/Soul Duo Mutlu, das mit deutschsprachigen Texten auf sich aufmerksam machen sollte. Im darauffolgenden Jahr erscheinen Debütsingle und Debütalbum. Udo Lindenberg engagierte die Schwestern daraufhin als Begleitung für seine Belcanto-Tournee mit dem Filmorchester Babelsberg.
2001 erhielt Mutlu gemeinsam mit Paul Vincent Gunia, Tito Larriva und Derya Mutlu den Deutschen Fernsehpreis für ihre Filmmusik zu Der Schrei des Schmetterlings (1999) sowie einen weiteren Preis. Eine geplante Soundtrackveröffentlichung kam dennoch nicht zustande. Seit 2004 ist Mutlu Mitglied von Das Bremer Stadtimmigranten Orchester.
Neben ihrer musikalischen Tätigkeit betreibt Mutlu Vocal Coaching und Theaterprojekte.